# Mansão de Temple Guiting

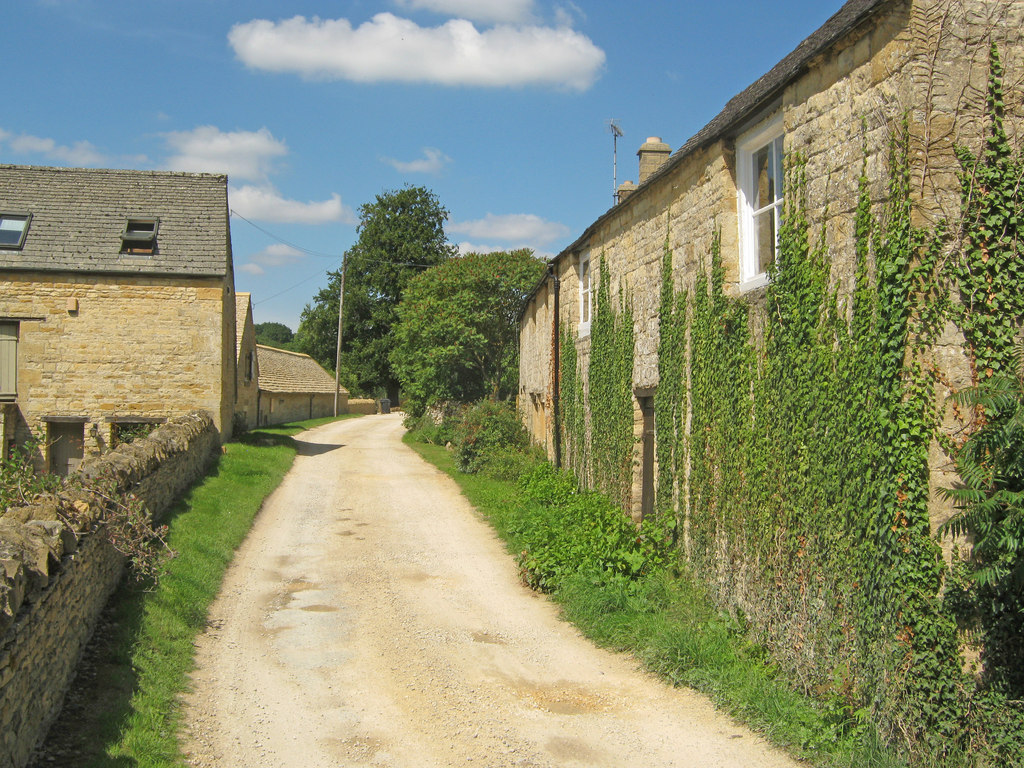
Caminho na Mansão

A Mansão de Temple Guiting é uma casa do início do século XVI em Temple Guiting, Gloucestershire, Inglaterra. É um edifício listado como Grau I e é propriedade privada.